# 倾城之泪
《倾城之泪》（英語：The Allure of Tears），2011年12月22日在中国大陆上映的爱情电影。由香港知名女导演黄真真执导，由李治廷、周冬雨、任贤齐、梁咏琪、窦骁、陈乔恩主出演，2011年7月21日於上海市开机拍摄，9月8日殺青，影片由三颗泪滴组成，三对恋人分别讲述了爱有时间界限、重拾爱情梦想和当爱遭遇生离死别的三段凄美爱情故事。

## 引言
|  | 亲，这是爱情绝恋；亲，请备好纸巾和爱的人一起泪奔。 |

## 剧情
该片分为三段。每段以“一滴泪”为一个故事。
第一滴泪是血癌患者少女“给力妹”和富二代脑癌患者“游乐”之间的爱情故事。
第二滴泪是小提琴演奏家“杨琳”和“丁大可”二人为母校募款的故事，无关爱情。
第三滴泪“陳升”和女友“張彩”之间的爱情故事，此故事涉及古代“冥婚”。

## 主题
导演黄真真说该片的主题是讲叙两性之间情爱。

## 演員
| 演员   | 角色   | 备注                   | 粵語配音 |
| 周冬雨 | 給力妹 | 血癌患者，開心果。     |          |
| 李治廷 | 游樂   | 腦癌患者，富二代。     | 原声     |
| 梁詠琪 | 楊琳   | 小提琴演奏家。         | 原声     |
| 任賢齊 | 丁大可 | 楊琳的男友。           | 原声     |
| 陳喬恩 | 張彩   | 陳升的女友。           |          |
| 竇驍   | 陳升   | 藍領到白領的奋斗子弟。 |          |

## 抄袭门
《倾城之泪》的官方海报被网友们指出抄袭2005年一部韩国电影《悲伤电影》，导演黄真真回应说觉得基本相像，但并非有意抄袭。

## 票房
本片于中国大陆大片云集的贺岁档上映，最终取得4400万票房。

## 评价
《人民网》：看“泪一”哭的人是普通青年，看“泪二”哭的人是文艺青年，看“泪三”哭的人是二逼青年。
《羊城晚报》：《倾城之泪》：刻意煽情的老套桥段。